# 艾拉澤鰍
艾拉澤鰍為輻鰭魚綱鯉形目鰍科的其中一種，為亞熱帶淡水魚，分布於亞洲底格里斯河及幼發拉底河流域，為特有種，體長可達16.3公分，棲息在底層水域，生活習性不明。

## 扩展阅读
維基物種上的相關：艾拉澤鰍